# Geotrogus grossus
Geotrogus grossus är en skalbaggsart som beskrevs av Blanchard 1851. Geotrogus grossus ingår i släktet Geotrogus och familjen Melolonthidae.

## Underarter
Arten delas in i följande underarter:
- G. g. mesatlanticus
- G. g. cedretorum